# متن امپراتوری در مورد آموزش

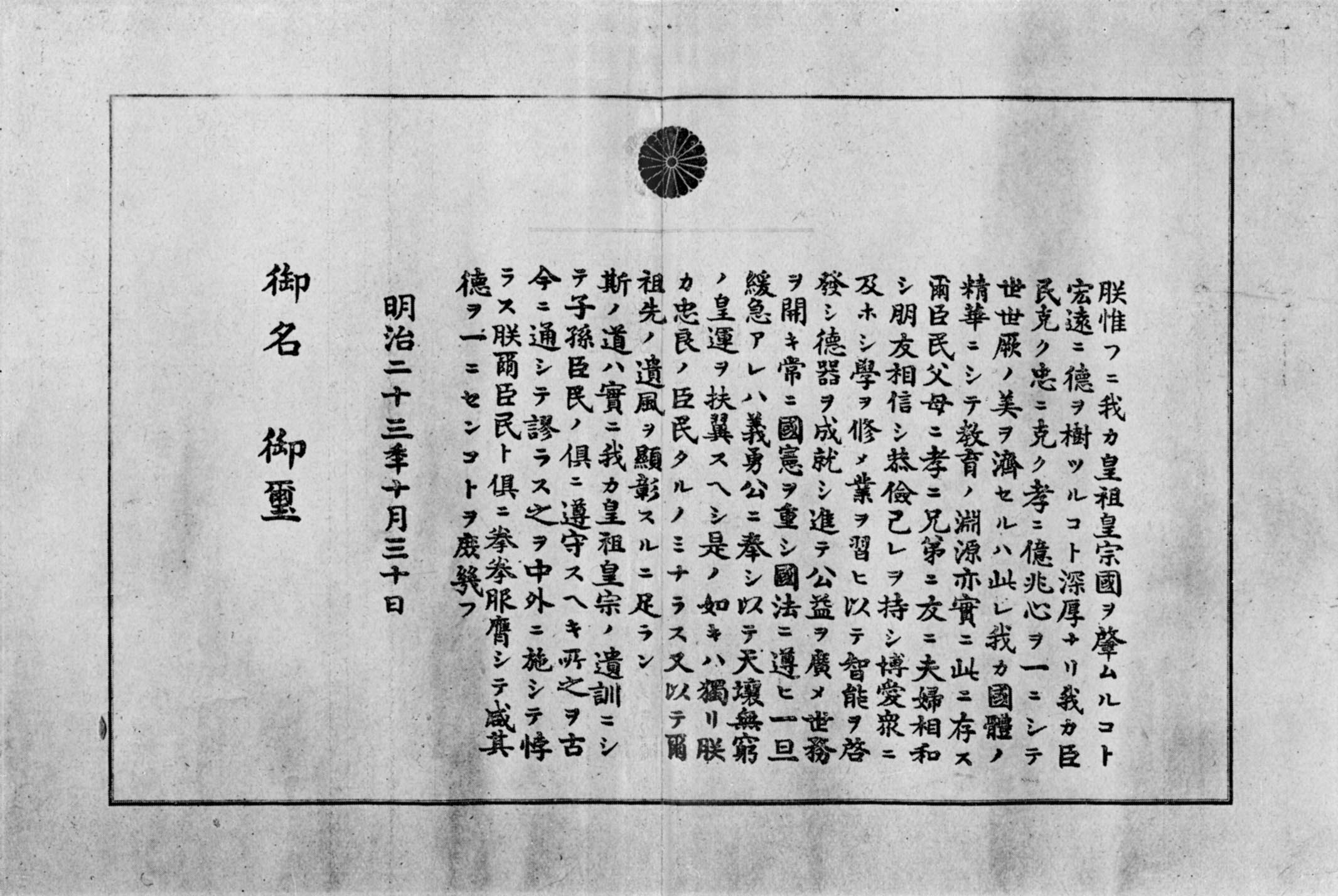
نسخه‌ای کپی از متن امپراتوری در مورد آموزش توسط وزارت آموزش که در مدارس مختلف ژاپن توزیع شده است.

متن امپراتوری در مورد آموزش (به ژاپنی: 教育ニ関スル勅語, Kyōiku ni Kansuru Chokugo) یا به اختصار IRE، در ۳۰ اکتبر ۱۸۹۰ توسط امپراتور میجی ژاپن امضا شد تا سیاست دولت در مورد اصول راهنمای آموزش در امپراتوری ژاپن را بیان کند. متن دارای ۳۱۵ کانجی بود و در همه رویدادهای مهم مدرسه با صدای بلند خوانده می‌شد و دانش آموزان موظف به مطالعه و به خاطر سپردن متن بودند.